# CDGVAL
Der CDGVAL ist eine führerlose U-Bahn vom Typ VAL, die kostenlose Shuttle-Verkehre am Flughafen Paris-Charles de Gaulle, 25 Kilometer nordöstlich von Paris, sicherstellt. Zwei 2007 in Betrieb genommene Linien lösten mehrere flughafeninterne Buslinien ab und nutzen eine aufwändige Peoplemover-Infrastruktur. Beide Linien transportieren etwa zehn Millionen Fahrgäste im Jahr und ermöglichen einen erheblichen Zeitgewinn für die jährlich 62 Millionen Fluggäste und die 86.000 Angestellten des Flughafens. Eine der beiden Linien verkehrt rund um die Uhr. Der CDGVAL wird von Keolis im Auftrag von Aéroports de Paris betrieben.

## Geschichte
Das ursprünglich geplante SK-6000-Projekt einer von einem Kabel geführten Kabinenbahn wurde abgebrochen, nachdem Testläufe im Jahr 1999 nicht erfolgreich waren. Die Planungen für CDGVAL wurden 2000 begonnen, die Bauarbeiten starteten im Jahr 2003. Die Gesamtkosten betrugen 155 Mio. €, die Betriebskosten pro Jahr betragen 4 Mio. €.

## Linie 1

Geographisch akkurate Strecke der ersten Linie

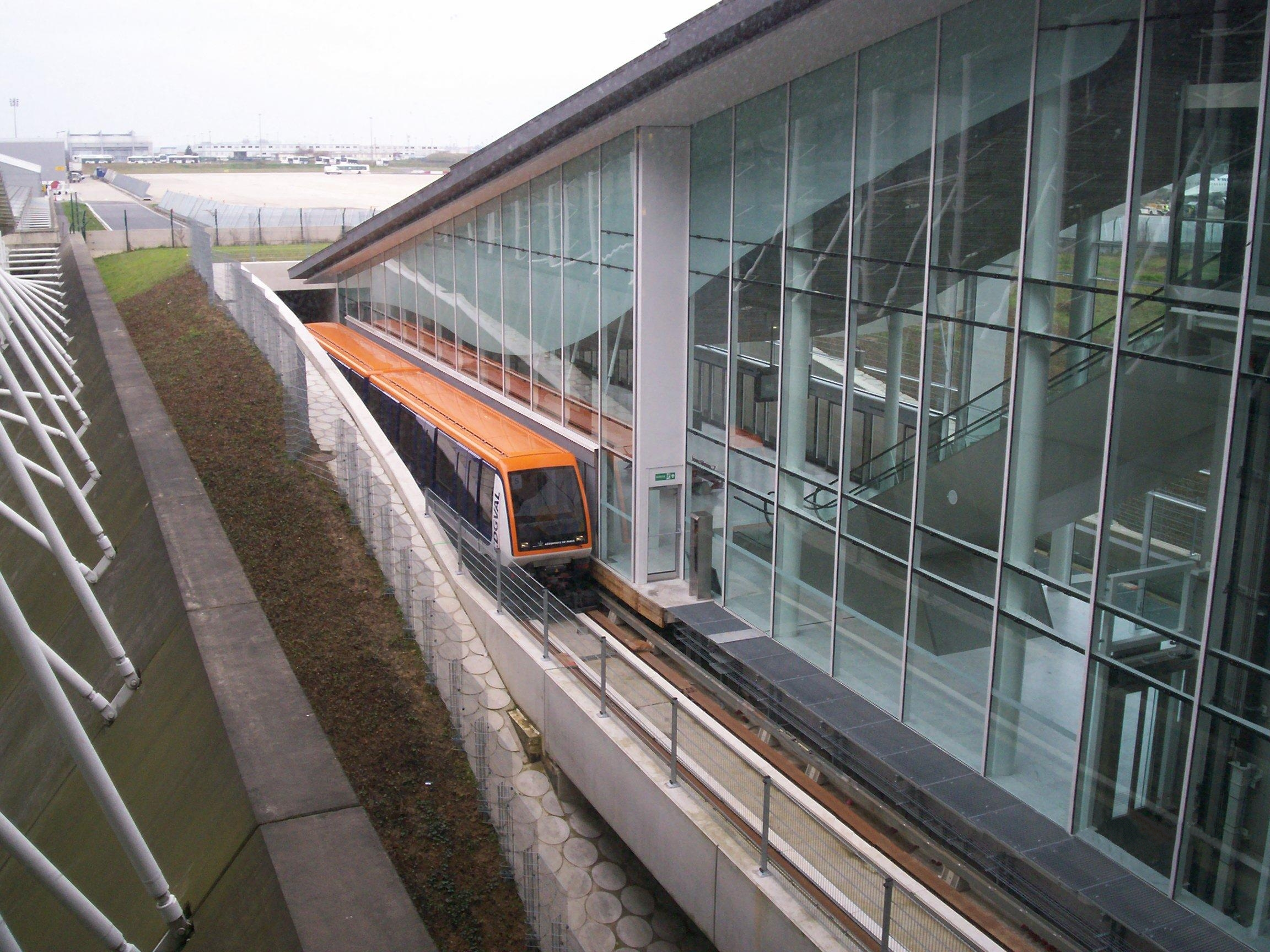
Doppeltriebwagen des Typs VAL 208 NG auf der Linie 1 am Terminal 2

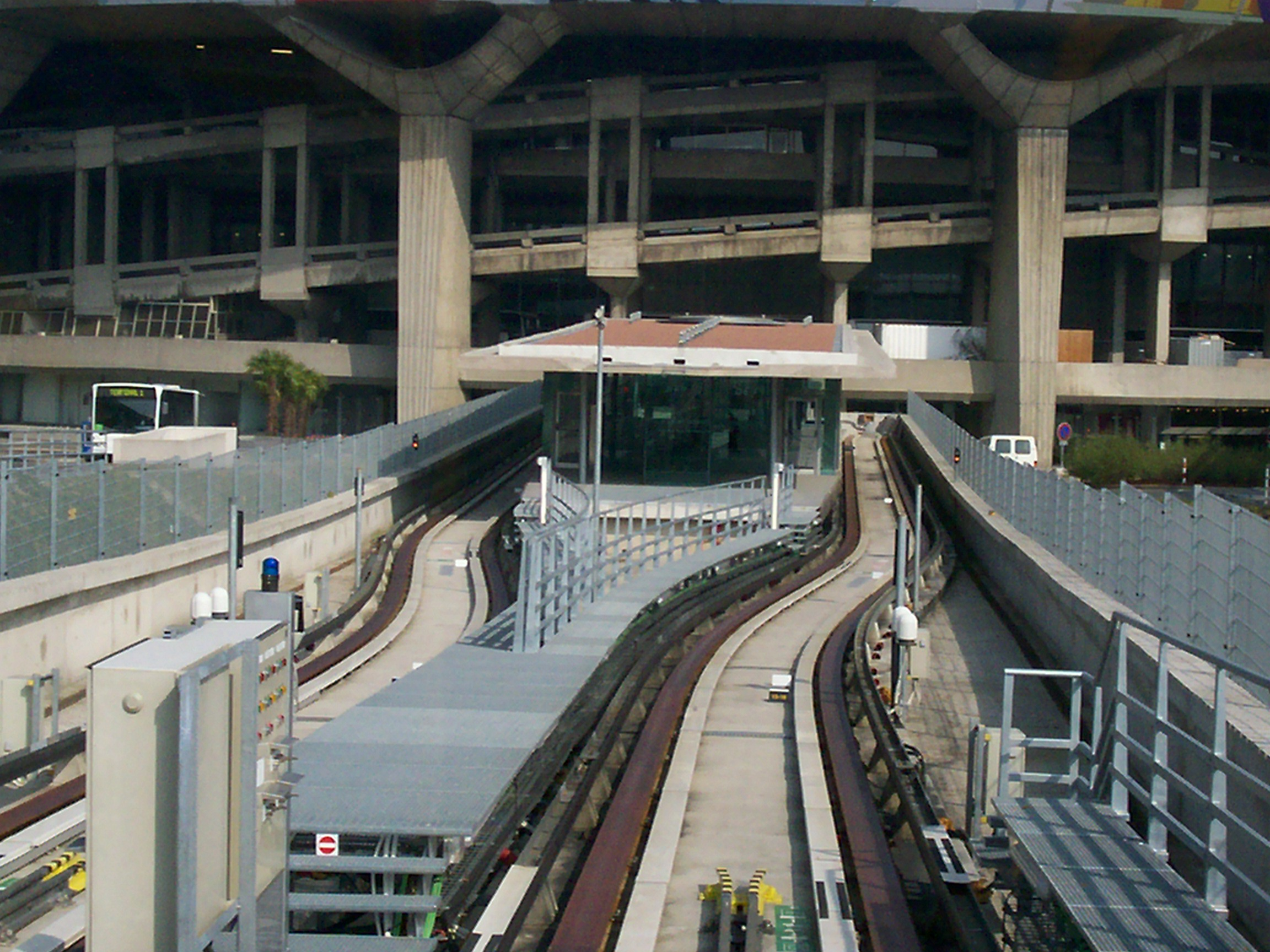
Endstation am Terminal 1

Die Linie 1 ist 3,5 Kilometer lang und bedient fünf Haltestellen. Sie ist seit dem 4. April 2007 in Betrieb, ein Probebetrieb war seit dem 19. März 2007 vorausgegangen.
Die Strecke ist teilweise oberirdisch und zum Teil im Tunnel angelegt. Sie ist zweigleisig, vor den Endbahnhöfen und an jeder Zwischenstation liegen doppelte Gleiswechsel. Ein einfacher Gleiswechsel befindet sich auf freier Strecke zwischen den Stationen Terminal 3 und Parc PX, wo die Strecke zum Depot abzweigt. Die Endbahnhöfe weisen Mittelbahnsteige an zwei Stumpfgleisen auf, die Zwischenstationen Seitenbahnsteige.
Die Strecke zum Depot zweigt oberirdisch ab, sie ist eingleisig mit einer Ausweiche. Das Depot hat eine dreigleisige Halle und zwei lange Abstellgleise im Freien, davon eines mit Waschanlage.
Die Bahn fuhr anfangs rund um die Uhr, seit Mai 2013 ist zwischen 0:40 Uhr und 4:00 Uhr Betriebsruhe. Die Züge folgen, je nach Tageszeit, einander in Abständen von vier oder fünf Minuten. Die maximale Fahrtzeit zwischen den Endpunkten beträgt acht Minuten. Die durchschnittliche Reisegeschwindigkeit liegt bei 25 km/h, die maximale Geschwindigkeit ist 70 km/h.
Zum Einsatz kommen fünf von sieben für die Linie 1 vorhandenen, 26 Meter langen, Doppeltriebwagen des Typs VAL 208 NG. Sie verkehren wie die Métro Paris im Rechtsbetrieb.

### Stationen
- Terminal 1: Der Endbahnhof mit Mittelbahnsteig liegt oberirdisch am Südrand des kreisförmigen Zentralbaus des Terminals 1
- Parc PR: Parkplatz (Parc de stationnement) PR, Seitenbahnsteige
- Terminal 3: Die Station mit einem Seiten- und einem – nur für eine Richtung genutzten – Mittelbahnsteig liegt nordöstlich des RER-Bahnhofs Bahnhof Aéroport Charles-de-Gaulle 1 der Linie B
- Parc PX: Parkplatz (Parc de stationnement) PX, Seitenbahnsteige
- Terminal 2: Die Endstation mit Mittelbahnsteig liegt seitlich längs neben dem TGV- und RER-Bahnhof Aéroport Charles-de-Gaulle 2 TGV (Linie B), in unmittelbarer Nähe der Halle 2F des Terminals 2

Die Bahnsteige sind durch transparente Glaswände mit eingelassenen Bahnsteigtüren von den Gleisen getrennt. Die Türen öffnen sich nur bei stehendem Zug.

## Linie 2
Die zweite Linie trägt den Namen LISA (= Liaison Interne Satellite Aérogare). Sie verbindet auf einer nur 950 Meter langen Strecke in drei Minuten das Terminal 2E mit dem Satelliten S4 über den Satelliten S3. Bei einer Fahrt alle zwei Minuten können pro Stunde 10.000 Personen befördert werden.

## Galerie

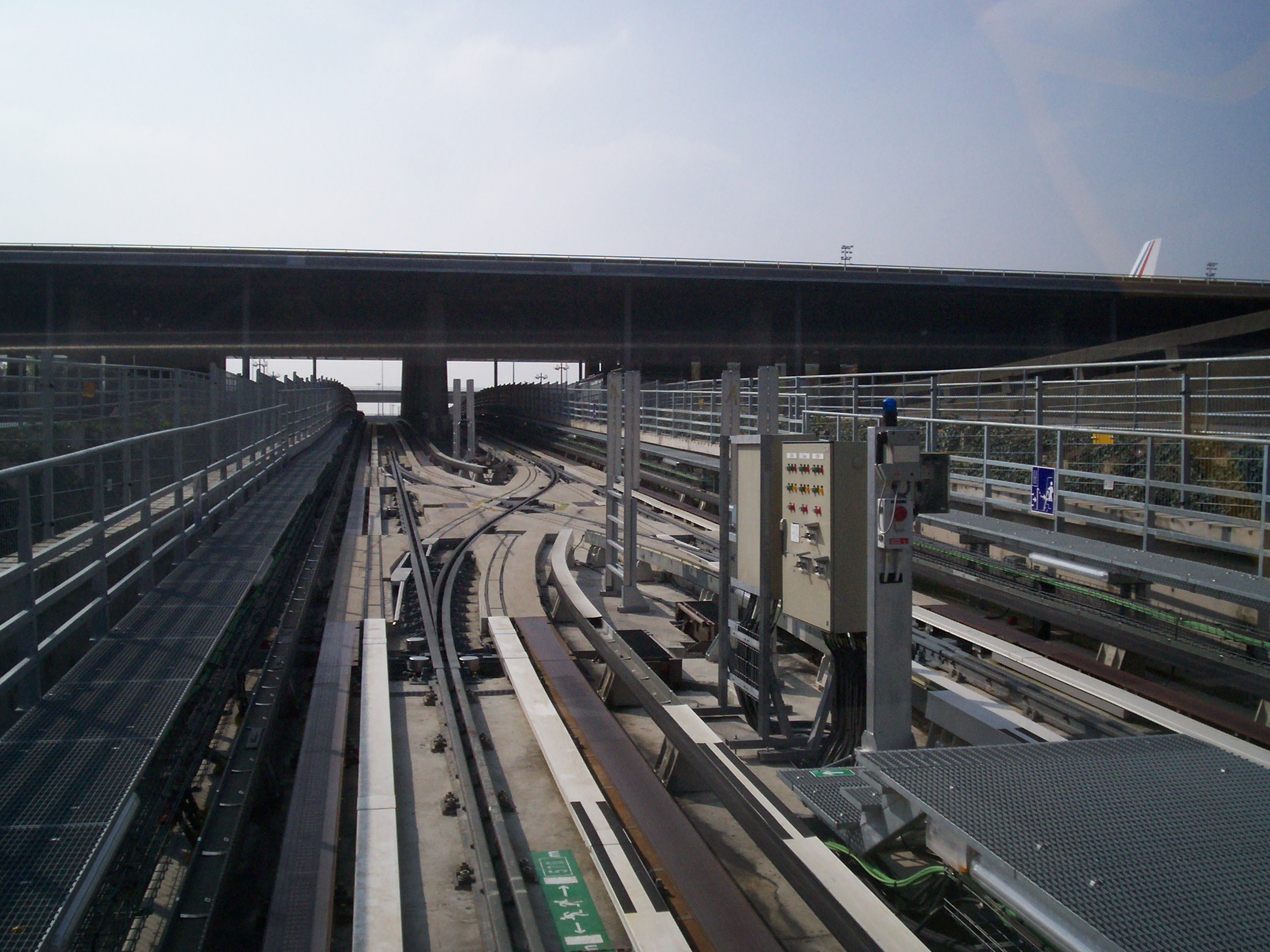
Doppelter Gleiswechsel an der Station Terminal 1
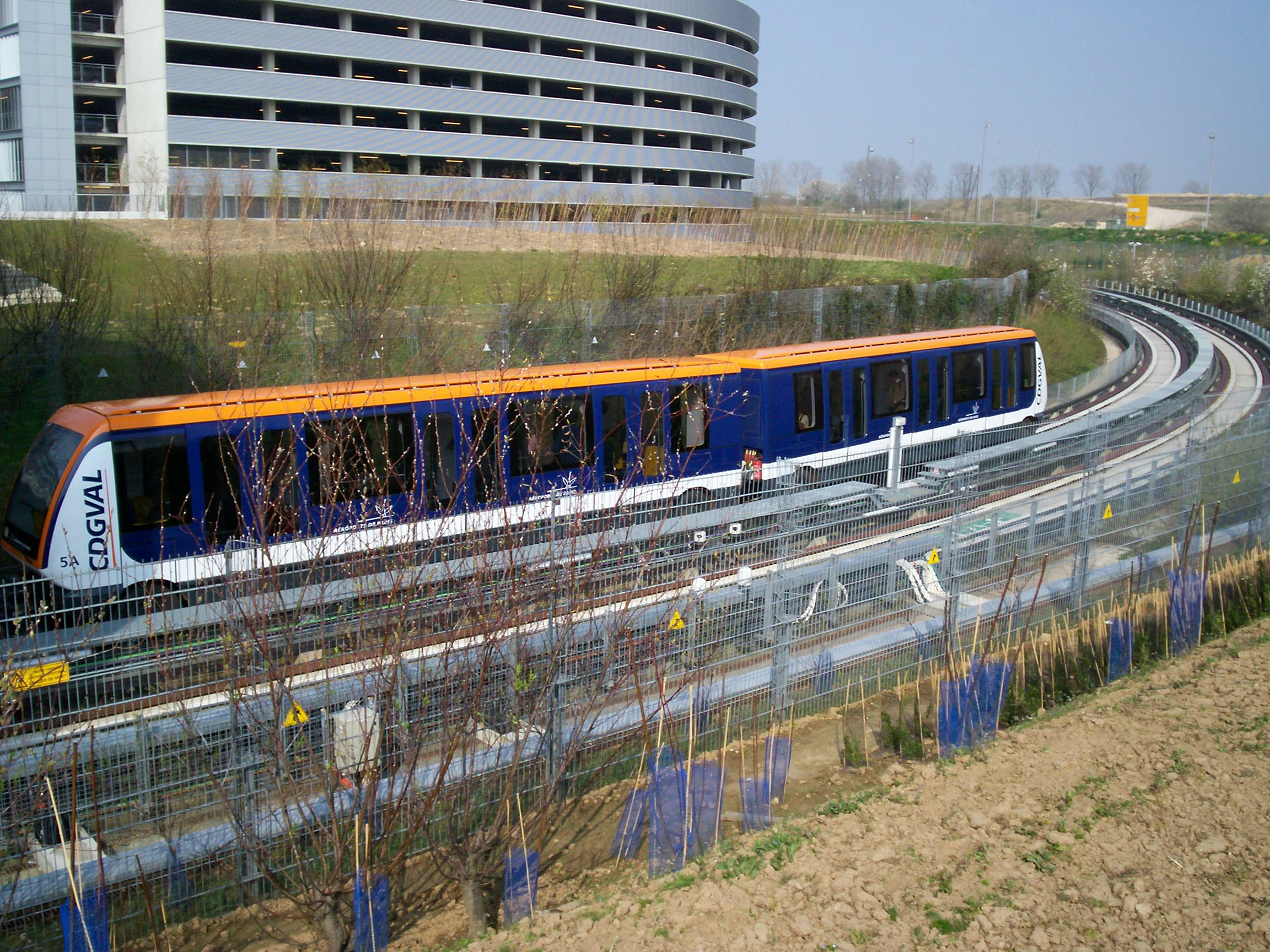
Zug des Typs Val 2008 NG auf der Linie 1 nahe der Station Parc de stationnement PX
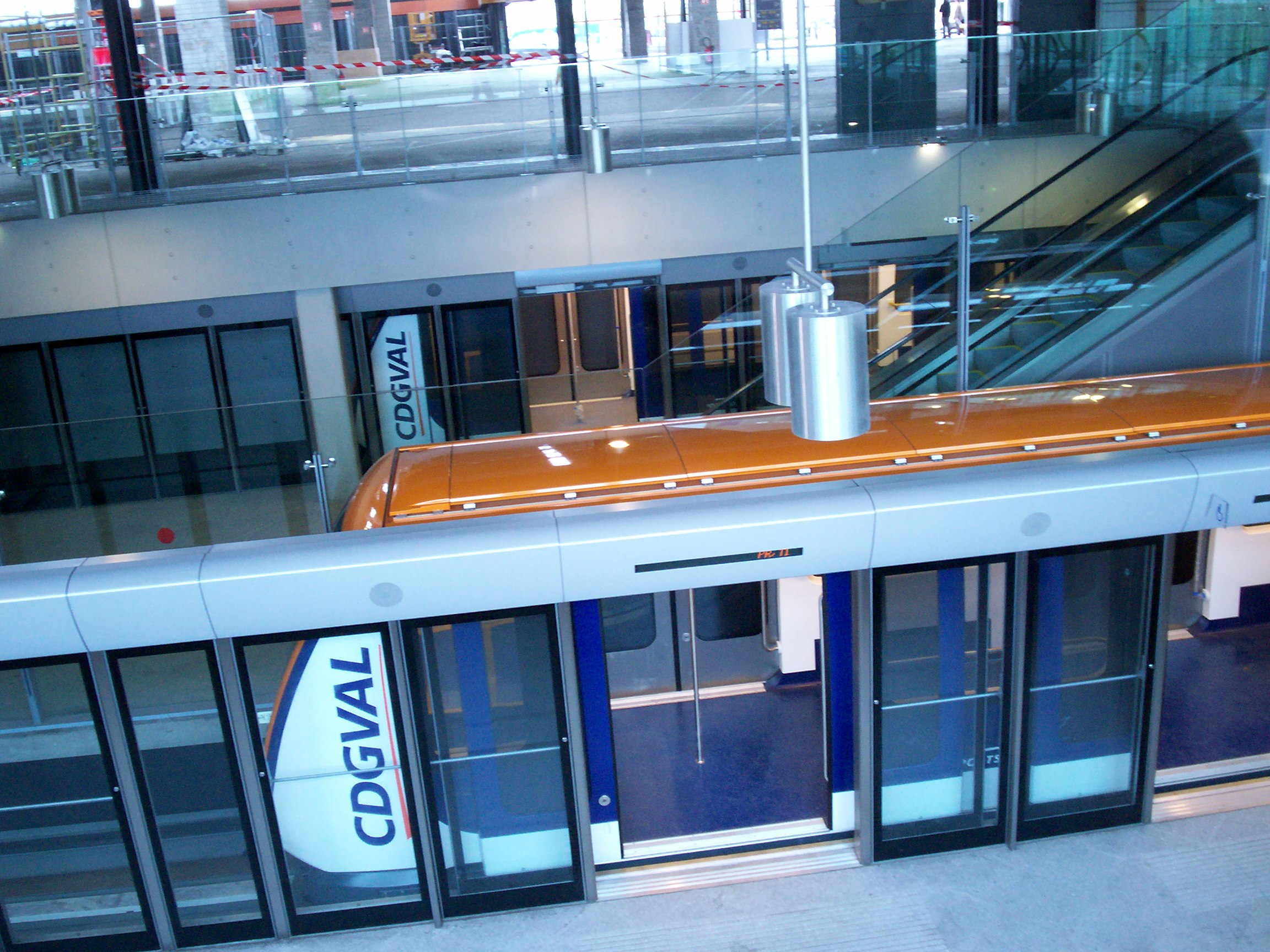
Zwei Val 2008 NG während des Probebetriebs in der Station Terminal 3
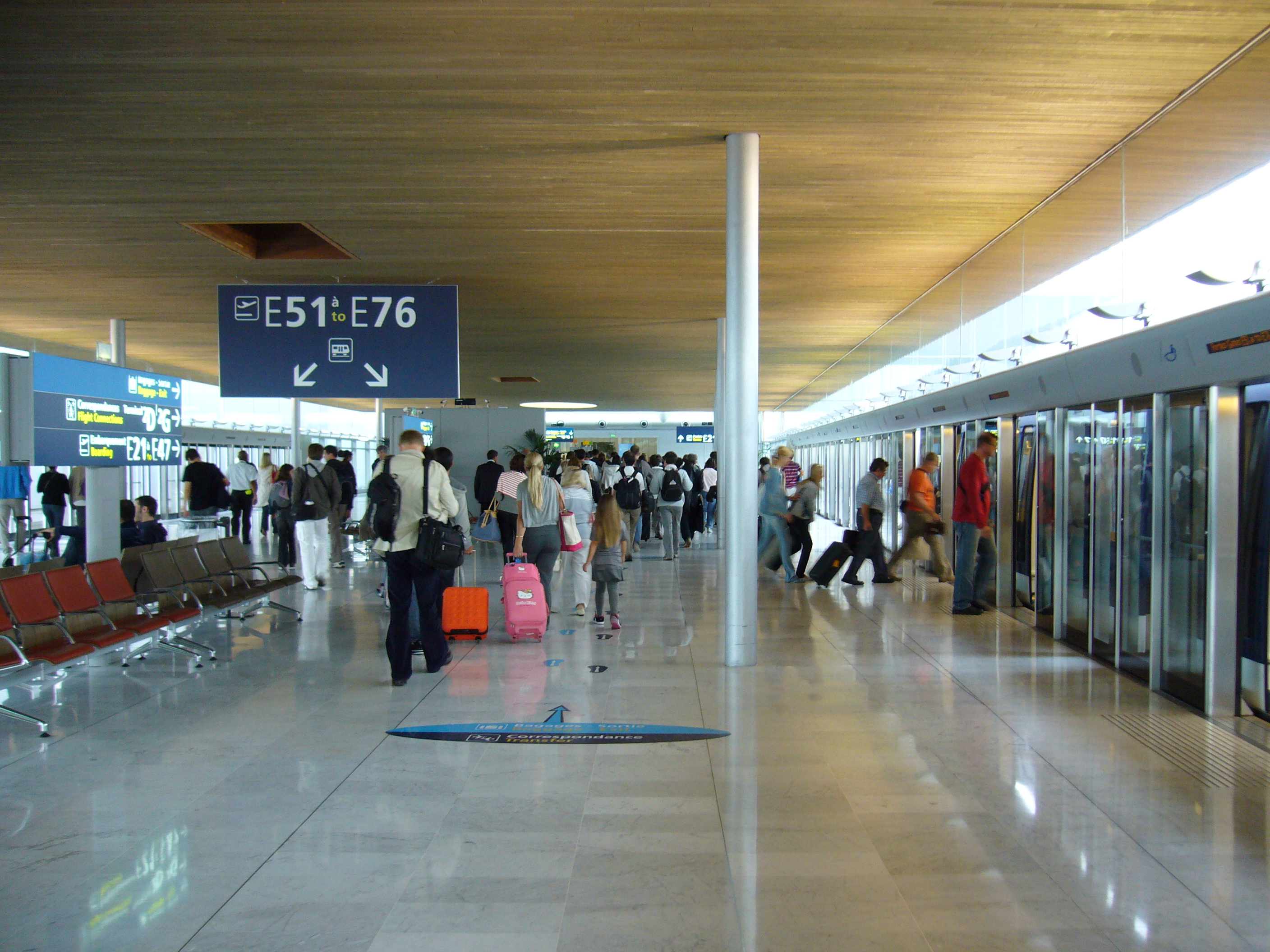
Terminal 2E der LISA